# The Cowboy Millionaire
The Cowboy Millionaire è un cortometraggio muto del 1909 diretto da Francis Boggs e Otis Turner.
Tutti gli attori che appaiono nel film (Mac Barnes, William Garwood, Adrienne Kroell, Tom Mix, William Stowell e Carl Winterhoff) erano al loro esordio sullo schermo.

## Trama
Bud Noble, caposquadra in un ranch dell'Idaho, passa il tempo con i suoi uomini a domare animali, sparare per aria e dare prove di essere uomini duri e selvaggi. Un giorno gli arriva un telegramma: suo zio, morto a Chicago, lo ha lasciato erede di tutto il suo patrimonio che ammonta a diversi milioni. Bud, accompagnato alla stazione dagli altri cowboy, parte così alla volta della grande città. Quando si presenta all'avvocato, resta subito affascinato dalla graziosa stenografa dell'ufficio. Rivestito con abiti da città, comincia a corteggiare la ragazza.

È passato un anno. I due si sono sposati e Bud sembra un normale cittadino che ha smesso i rudi e violenti modi del West. Ma quando a Chicago arriva un numeroso gruppo dei suoi vecchi compagni, si fa festa. Lui, in automobile, loro a cavallo, la banda attraversa la città portando lo scompiglio. Ripuliti e rivestiti, i cowboy vengono portati in società e poi anche a teatro: ma la scena di una povera vedova maltrattata dall'attore che interpreta il cattivo scatena la loro reazione, e la serata finisce con una sparatoria. Partiti gli amici, Bud resta solo a casa: dormicchiando in poltrona sotto un quadro di genere western, sogna la vita selvaggia. Svegliato dalla moglie, gira verso la parete il quadro, promettendo (non si sa con quale sincerità) di dimenticare il West.

## Produzione
Il film fu prodotto dalla Selig Polyscope Company e venne girati negli studi 45-49 della compagnia, a Randolph Street, Downtown di Chicago. Alcune riprese furono fatte in esterni sul Lago Michigan.

## Distribuzione
Distribuito dalla Selig Polyscope Company, il film - un cortometraggio in una bobina - uscì nelle sale cinematografiche statunitensi il 21 ottobre 1909. Per il copyright, venne usato il titolo Fell Heir to a Million Dollars.
Nel 1913, la Selig produsse un altro The Cowboy Millionaire conosciuto anche con il titolo The Millionaire Cowboy.